# 源忠重
源 忠重（みなもと の ただしげ）は、平安時代中期の武士・官人。源満政の長男。

## 生涯
父と同じく都で藤原道長一族に臣従し受領を務めた。寛仁2年（1018年）10月には遠江守に任官しており道長に馬10疋を献上した（『御堂関白記』同年10月11日条）。また『栄花物語』には藤原頼通に男子（通房）が誕生した際、忠重の娘が乳母の一人となったことがみえている（同書巻24「わかばえ」）。そのほか、駿河守を務めたことや父の代より関係があったとも云われる美濃国に郎党を有していたことなども確認されている（『左経記』長元6年6月27日条）。晩年は三弟・忠国の居城であった摂津国能勢郡の山田城（亀ノ屋城）の北の丸に住したという記述がある（『多田社記』）。
なお、『尊卑分脈』で子として挙げる「内侍祐子号紀伊」なる女性を女流歌人祐子内親王家紀伊とする見解が存在したが、祐子内親王家には別に「駿河」と名乗る勅撰歌人の女房がおり、現在では「駿河」が忠重の娘と考えられている。

## 系譜
- 父：源満政
- 母：不明
- 妻：美濃国住人の娘[1]
  - 女子：祐子内親王家駿河
- 生母不明
  - 男子：源定宗 - 従五位下、検非違使、右衛門大尉。源重宗の父。
  - 男子：源定重 - 従五位下、検非違使、左衛門大尉。
  - 女子：藤原兼頼室